# Bruno Limido
Bruno Limido (Varese, 7 marzo 1961) è un ex calciatore italiano.

## Carriera

### Giocatore

Limido (a sinistra) e Luciano Favero alla Juventus nel 1984

Centrocampista di fascia, cresce calcisticamente in varie società minori del Varesotto. Approdato nelle giovanili del Varese, con i biancorossi debutta in Serie B disputando due campionati sul finire degli anni 70. Passa quindi nel 1980 all'Avellino dove ha modo di esordire in Serie A, senza tuttavia riuscire a trovare molti spazi.
Torna quindi in prestito agli stessi lombardi dove, grazie alle prestazioni offerte tra i cadetti, si guadagna una seconda possibilità ad Avellino, nel massimo campionato.
Con gli irpini del  commendatore Antonio Sibilia disputa stavolta due campionati di buon livello, emergendo tra i maggiori talenti portati alla ribalta nella prima metà di quel decennio dalla provinciale biancoverde, e destando così le attenzioni della Juventus che ne acquista il cartellino nell'estate 1984; inizialmente la società bianconera vorrebbe usare il centrocampista solo come pedina di scambio da proporre alla Lazio per arrivare a Lionello Manfredonia, ma la ritrosia di quest'ultimo nel lasciare Roma fa sì che Limido approdi in pianta stabile a Torino.
In Piemonte ritrova alcuni ex compagni delle stagioni avellinesi, come Stefano Tacconi, Beniamino Vignola e Luciano Favero, quest'ultimo acquistato da Giampiero Boniperti nella medesima sessione di mercato: a differenza dei succitati, assurti a protagonisti nei successi dell'era di Michel Platini, l'esperienza in bianconero di Limido non è fortunata, tanto che, pur fregiandosi nel 1985 delle vittorie europee in Supercoppa UEFA e Coppa dei Campioni, sotto la guida di Giovanni Trapattoni raggranella appena una manciata di presenze e, dopo un'unica stagione da meteora juventina, viene ceduto all'Atalanta.
Nemmeno a Bergamo riesce a esprimersi a livelli soddisfacenti, finendo dirottato dapprima al Bologna e poi al Lecce. In Puglia disputa un buon campionato di Serie B, culminato con la promozione dei salentini in massima categoria, livello che il giocatore mantiene anche l'anno successivo pur accasandosi al Cesena.
Conclude la carriera nei primi anni 90, nelle serie minori, tra Solbiatese e, di nuovo, Varese.

### Dopo il ritiro
Sul finire del 2014 viene arrestato per presunta frode fiscale, accusa da cui verrà scagionato pochi mesi più tardi.

## Palmarès

### Competizioni nazionali
- Campionato italiano Serie C1: 1

Varese: 1979-1980 (girone A)

### Competizioni internazionali
- Supercoppa UEFA: 1

Juventus: 1984
- Coppa dei Campioni: 1

Juventus: 1984-1985